# Kaba
Kaba alföldi, Hajdú-Bihar vármegyei település a Püspökladányi járásban. Városi rangját 2003. július 1-jén kapta.

## Fekvése
Az Alföldön, a Hajdúság déli részén fekszik.
A szomszédos települések: északkelet felől Hajdúszoboszló, kelet felől Hajdúszovát, délkelet felől Tetétlen, dél-délnyugat felől Báránd, délnyugat felől Püspökladány, északnyugat felől pedig Nádudvar. A megyeszékhelytől, Debrecentől 32 kilométerre délre helyezkedik el.

### Megközelítése
Legfontosabb közúti megközelítési útvonala a 4-es főút, mely közvetlenül a belterületének nyugati széle mellett halad el, ezen érhető el Budapest-Szolnok és Debrecen felől is. Nádudvarral, illetve Földessel a 3407-es, Báránddal és Sárrétudvarival a 4801-es, Hajdúszováttal a 4802-es út köti össze.
A hazai vasútvonalak közül a települést a Budapest–Záhony-vasútvonal érinti, melynek egy megállási pontja van itt. Kaba vasútállomás a település északi széle közelében helyezkedik el, közvetlenül a 4-es főút mellett.
Kabáról autóbuszjáratokkal lehet eljutni a környező, kisebb települések közül Tetétlenre, Földesre, Berettyóújfaluba és Nádudvarra is.

## Története
Kaba Árpád-kori település. Először a Váradi regestrum említi Kabai Cseke és Mád nevével kapcsolatban, a községre vonatkozó első okirat 1355-ből, Nagy Lajos király adományleveléből ismert, amikor a király Kabát a szomszédos Keserűegyház és Szovát falukkal együtt Literáti Mihály tárnokmesternek adományozta.
Nevével kapcsolatban 1527-ben, a török adózással kapcsolatban találkozhatunk újra, amikor a község 41 családfőjét sorolják fel. 1594-ben a falut a tatárok égetik fel, lakosait is kardélre hányva. Az eddig Szabolcs megyéhez tartozó puszta falu pedig a Bocskai tulajdonában levő Kereki-vár tartozéka lett, és ez időtől kezdve ez két  országhoz  való  tartozást is jelentett, mivel Szabolcs megye a királyi Magyarország, Bihar megye pedig Erdély része volt. Ebből eredhetett a település Vajda Kaba elnevezése is, megkülönböztetésként a kunsági Kábától, és egyúttal utalva a fejedelmek akkoriban még vajda elnevezésére is. Később neve Hajdú Kabaként is szerepelt, és az erdélyi törvénykönyv is a hajdúvárosok között sorolta fel.

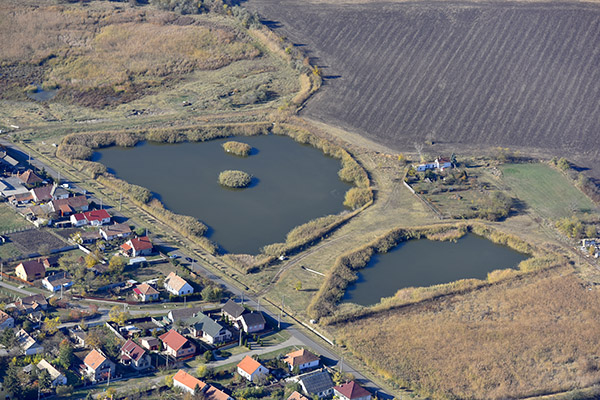
A kabai tavak légi felvételen

1608-ban mint puszta falu az erdélyi Bánffyak birtokaként van feltüntetve, később azonban újratelepült, mivel az 1692-es összeírásban a kabai és sassi hajdú  lakosokkal együtt szerepelt, majd a bihari  hajdúvárosokkal együtt az Eszterházyak derecskei uradalmának része lett. Az Esterházyak uralma egyúttal Kaba hajdúvárosi kiváltságainak elvesztésével is járt, lakói 1719-ben  tömege-
sen  költöztek át Békésszentandrásra. Lakossága állandóan perben állt az urasággal; a volt hajdúvárosok többször is együttesen léptek fel az Esterházyakkal szemben. A lakosság részére az országosan elrendelt Urbárium sem hozott megnyugvást, az örökös szembenállásnak csak a jobbágyfelszabadítás után, 1865-ben - egyúttal az Esterházy-uradalom eladásával járó úrbéri egyezség vetett véget.   
1857. április 15-én este 10 óra körül meteorit csapódott be Kaba határában. (Lásd: Kabai meteorit.)
1904. június 1-jétől 1971. december 31–ig működött a Kaba–Nádudvar-vasútvonal.
A 2006-os év nagy eseménye a cukorgyár bezárásával kapcsolatos válság volt.

## Közélete

### Polgármesterei
| Időszak   | Polgármester | Párt        | Megjegyzés                             |
| --------- | ------------ | ----------- | -------------------------------------- |
| 1990–1994 | Sári Győző   | MSZP        |                                        |
| 1994–1998 | Sári Győző   | MSZP        |                                        |
| 1998–2002 | Szűcs Béla   | MSZP        |                                        |
| 2002–2004 | Szűcs Béla   | MSZP        | a képviselő-testület feloszlatta magát |
| 2004–2006 | Szűcs Béla   | MSZP-SZDSZ  | Időközi választás: 2004. február 22.   |
| 2006–2010 | Szegi Emma   | független   |                                        |
| 2010–2014 | Szegi Emma   | független   |                                        |
| 2014–2019 | Szegi Emma   | Fidesz-KDNP |                                        |
| 2019–2024 | Szegi Emma   | Fidesz-KDNP |                                        |
| 2024–     | Szegi Emma   | Fidesz-KDNP |                                        |

## Népesség
A település népességének változása:
| Lakosok száma | 6005 | 5946 | 5878 | 5449 | 5308 | 5278 | 5191 |
|               | 2013 | 2014 | 2015 | 2021 | 2022 | 2023 | 2024 |

2001-ben a település lakosságának 97%-a magyar, 3%-a cigány nemzetiségűnek vallotta magát.
A 2011-es népszámlálás során a lakosok 90,3%-a magyarnak, 3,7% cigánynak mondta magát (9,6% nem nyilatkozott; a kettős identitások miatt a végösszeg nagyobb lehet 100%-nál). A vallási megoszlás a következő volt: római katolikus 4,3%, református 34%, görögkatolikus 0,5%, felekezeten kívüli 36,6% (23,6% nem válaszolt).
2022-ben a lakosság 93,3%-a vallotta magát magyarnak, 3,4% cigánynak, 0,2% románnak, 0,1% szlovénnek, 1,8% egyéb, nem hazai nemzetiségűnek (6,6% nem nyilatkozott; a kettős identitások miatt a végösszeg nagyobb lehet 100%-nál). Vallásuk szerint 24,3% volt református, 2,5% római katolikus, 0,6% görög katolikus, 0,8% egyéb keresztény, 0,3% egyéb katolikus, 32,7% felekezeten kívüli (38,6% nem válaszolt).

## Nevezetességek
- Városháza
- Református templom
- Szent István-szobor
- Világháborús emlékmű
- Kabai meteorit: Kaba városa világhírre tett szert az 1857-ben itt hullott meteorit révén. A meteoritot a várostól északra eső külterületen (tanyán) lakó Szilágyi Gábor kabai gazda találta meg, miután április 15-én este megfigyelte a lehullását. Reggel tért vissza a helyszínre, ahol „horkantott” a lova, és ott gyűjtötte be a 2,5 kilogrammos kőzetdarabot. A debreceni Református Kollégiumba eljuttatott meteoritot Török József, az intézmény természetrajz tanára tanulmányozta elsőként.
- Az új közművelődési ház, amely Mácsai Sándor nevét viseli
- Városi Gyógyfürdő

### Kabai városi fürdő

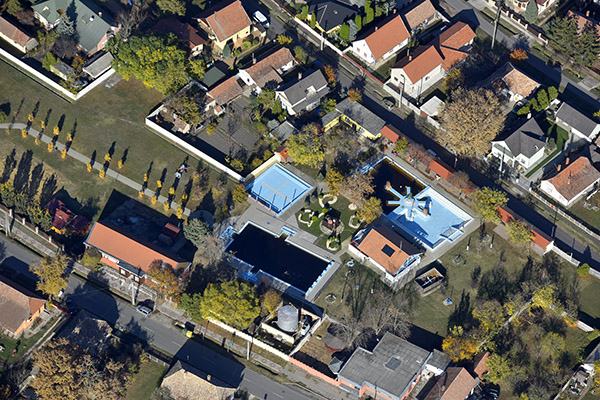
Kabai városi fürdő légi fotón

Az a terület, ahol most a kabai fürdő fekszik, 1908-ban Szabó Mihály tulajdona volt, aki 150 méteres kutat fúratott, és csaknem 40 °C-os vizet talált. Orvosi vizsgálat és vegyelemzés után kiderült, hogy a víz ásványi anyagokban gazdag, valamint gyógyhatású. A második kutat 1937-ben fúrták Bagi István tulajdonos megbízásából. Bartha Ferenc kútfúró mester 535 méter mélységben találta meg a gyógyvizet. A kút percenként 450 liter vizet szolgáltatott. A vízzel együtt naponta 500 köbméter 94%-os metángáz tört elő. Bagi István a vízből leválasztott gázt egy malom üzemeltetésére is felhasználta. A termálmedence építésére csak 1959-ben került sor, ezután a fürdő a helyi tanácshoz került. A medence csak 1965-re készült el.
2002-ben a kabai termálvíz „gyógyvíz” minősítést kapott, a szomszédos Hajdúszoboszló híres vizéhez hasonló jellemzőkkel bír. Az Országos Közegészségügyi Intézet szakvéleményében megállapította, hogy a kút vize 5226 mg/l összes ásványi anyag tartalmú víz, nátrium-kloridos típusú jódiontartalma alapján a jódos vizek csoportjába tartozó, metakovasavat és metabórsavat tartalmazó termálvíz.

## Híres emberek
- Itt született Beke Zoltán színész, a Puskák és galambok, a Légy jó mindhalálig stb. gyermekszínésze
- Itt született Juhász Nagy Sándor (1883–1946) politikus, jogász, az őszirózsás forradalom egyik meghatározó alakja
- Itt született Bánszky Pál művészettörténész és néprajzkutató. A Magyar Művészeti Akadémia tagja
- Itt született Berek Lajos magyar honvéd mérnökezredes, szobrászművész
- Itt született Bölöni Kiss István kétszeres Jászai Mari-díjas bábművész
- Itt született Csiha Judit jogász, politikus, országgyűlési képviselő, egykori tárca nélküli miniszter.
- Itt tevékenykedett Kállai Kristóf, roma származású oboaművész
- Itt született Nagy Mihály régész
- Itt született Nagy Miklós gépészmérnök, művelődéspolitikus, egykori művelődésügyi miniszter
- Itt született Mácsai Sándor karnagy, zenepedagógus, zeneszerző

## Testvérvárosok
- Dzierzkowice, Lengyelország
- Élesd, Románia
- Hegyközcsatár, Románia